# Nobiellus pustulifer
Nobiellus pustulifer är en skalbaggsart som beskrevs av Edmund Reitter 1892. Nobiellus pustulifer ingår i släktet Nobiellus och familjen Aphodiidae. Inga underarter finns listade i Catalogue of Life.